# Роджер Девід Корнберг
Роджер Девід Корнберг (англ. Roger David Kornberg; народився 24 квітня 1947, Сент-Луїс, Міссурі) — американський біохімік, лауреат Нобелівської премії з хімії (2006), професор структурної біології в Стенфордському університеті, почесний доктор університету Умео. Занесений до бази "Миротворець", оскільки брав участь в роботі консультаційного наукової ради фонду «Сколково» (Севастопольський університет, жовтень 2016), для чого в'їхав на окуповану територію АР Крим через закритий пункт пропуску. Слід, однак, зазначити, що у 2022 році, під час повномасштабного вторгнення Росії в Україну,  підтримав Україну. А саме, підписав разом з 205-ма іншими лауреатами Нобелівських премій відкритого листа із закликом до російської влади припинити вторгнення до України і вивести свої війська звідти.

## Біографія
Роджер Корнберг народився в місті Сент-Луїс, США, в родині лауреата Нобелівської премії з медицини Артура Корнберга і біохіміка Сільвії Рут Леві. У 1959 році Роджер Корнберг був присутній в Стокгольмі на церемонії вручення батькові Нобелівської премії.
У 1967 році Роджер Корнберг закінчив Гарвардський університет зі ступенем бакалавра, в 1972 році отримав вчений ступінь доктора в Стенфордському університеті. Виконував дослідні роботи в лабораторії при Кембриджському університеті у Великій Британії. З 1976 року працював у військово-медичній школі при Гарвардському університеті на посаді доцента. У 1978 році повернувся в Стенфордський університет на посаду професора.
Корнберг — член Національної академії наук Сполучених Штатів і американської Академії Мистецтв і Наук. У 1997 році Корнберг став лауреатом премії Харві. А в 2006 році був удостоєний Нобелівської премії з хімії за дослідження механізму копіювання клітинами генетичної інформації.